# Elisabeta Lazăr
Elisabeta Lazăr (Erzsébet Lázár, n. 22 august 1950, Arad, România) este o canotoare română, laureată cu bronz la Montreal 1976.

## Distincții
- Ordinul „Meritul Sportiv” clasa a III-a (18 august 1976) „pentru rezultatele deosebite obținute la Jocurile olimpice de vară de la Montreal – 1976, precum și pentru contribuția adusă la dezvoltarea activității sportive și la creșterea prestigiului sportului românesc pe plan internațional”[4]